# Peurise
Das Peurise, auch Ampang Ampang, Parise, Parinse, Perisei, Perise, Perrisse, Pricei oder Prise genannt, ist ein Schild von der indonesischen Insel Sumatra.

## Beschreibung

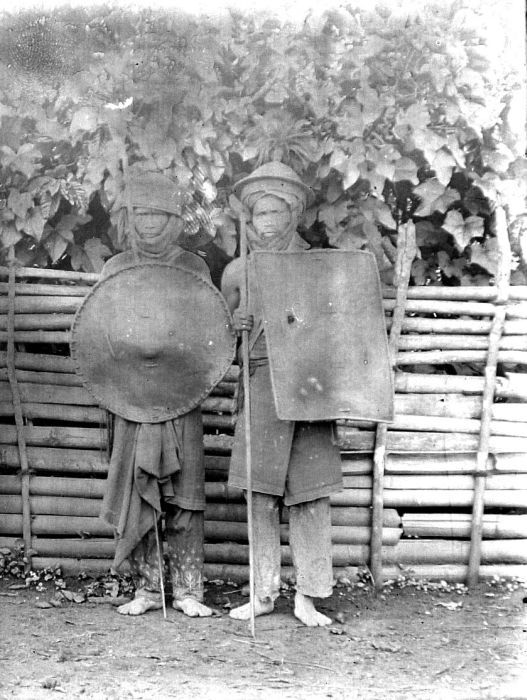
Krieger mit Peurise-Schild (links)

Der Peurise Awe ist ein Rundschild, den es in unzähligen Versionen gibt. Auf der Innenseite sind mehrere Ringe angebracht, durch die ein Seil oder Stoffbänder gezogen werden. Durch diese Bänder wird ein Arm durchgesteckt und die Hand greift einen Teil der Stoffbänder oder des Seils. Bei den Gayo und den Alas wird statt der Stoffe oder eines Seiles ein Rattanring durch die Ösen gezogen, um als Armring zu dienen. Der Griff ist in diesem Fall aus Holz gefertigt (indonesisch Amat Amaton). Die Innenseite ist in der Regel mit Stoffen ausgepolstert, um den Aufschlag einer Waffe auf dem Schild abzumindern. Die hölzernen Versionen des Peurise in Gayo sind größer als diejenigen aus Aceh. Diese Schilde aus Aceh sind in der Regel mit Büffelhaut oder Tigerfell überzogen, und mit halbrunden, sternförmig dekorierten Messingknöpfen besetzt. Sie haben oft einen glatten oder angedrückten Außenrand (indon. Sikureueng Dek oder Limong Dek). Die Schilde gibt es mit unterschiedlichen Anzahlen dieser Messingknöpfe. Es gibt Versionen mit vier, fünf, sechs, sieben oder neun dieser Knöpfe. Auf den Rattanversionen dieser Schilde (Peurise Awe) sind meist größere Messingverzierungen angebracht, die breiter  oder auch á jour gearbeitet sind. Verzierungen aus Metall in Triangelform (indonesisch Tumpals), Sternen und Sterngruppen wie die der Plejaden (indonesisch Tuju Bintang) und des Halbmondes sind ebenfalls gebräuchlich. Am Marsch wird das Peurise auf dem Rücken getragen.